# 도자와촌 (야마가타현 기타무라야마군)
도자와촌(戸沢村)은 야마가타현 기타무라야마군에 설치되었던 촌이다. 현재의 무라야마시에 해당한다.